# Agaricoïde (clade)

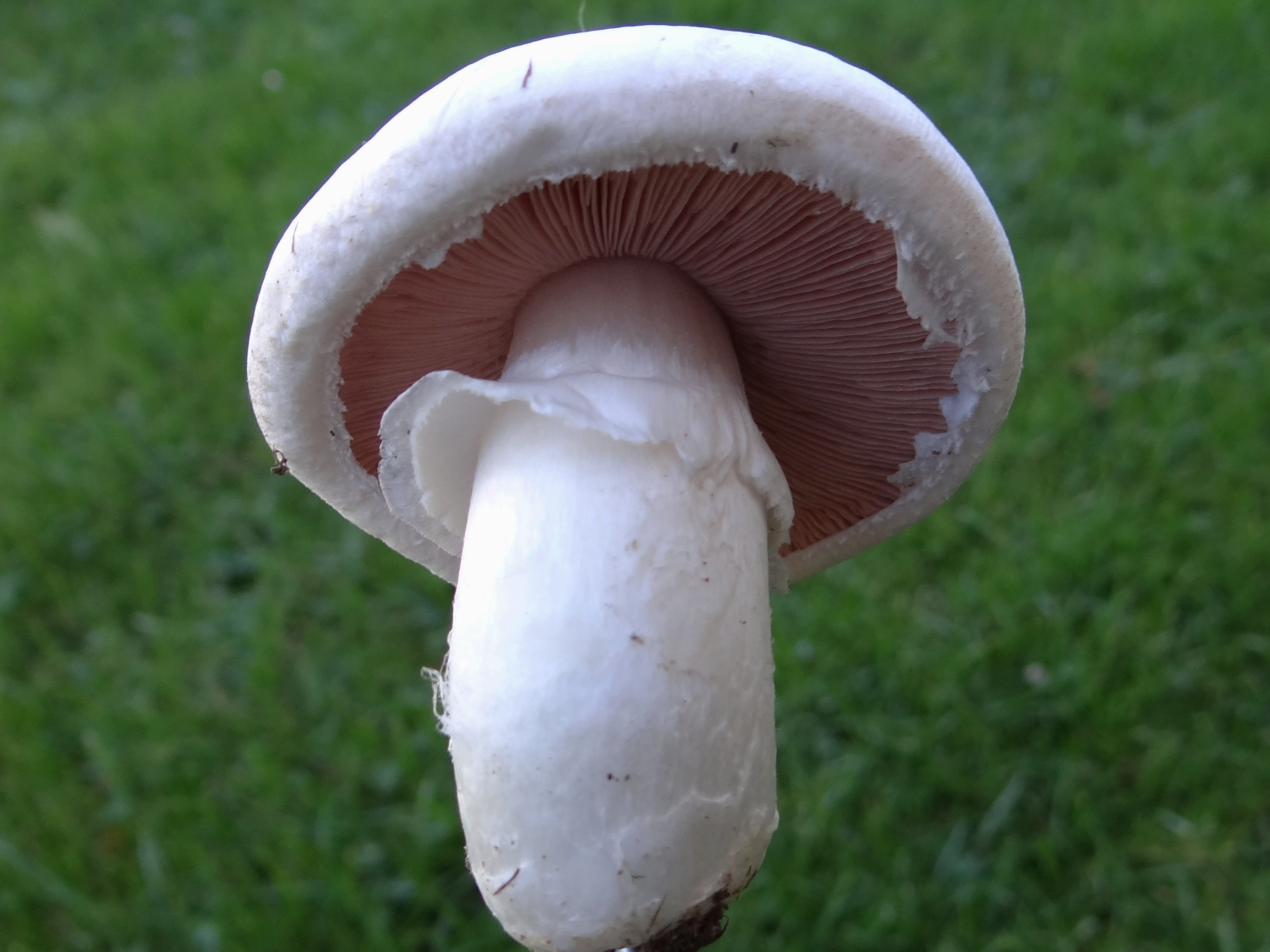
Agaric

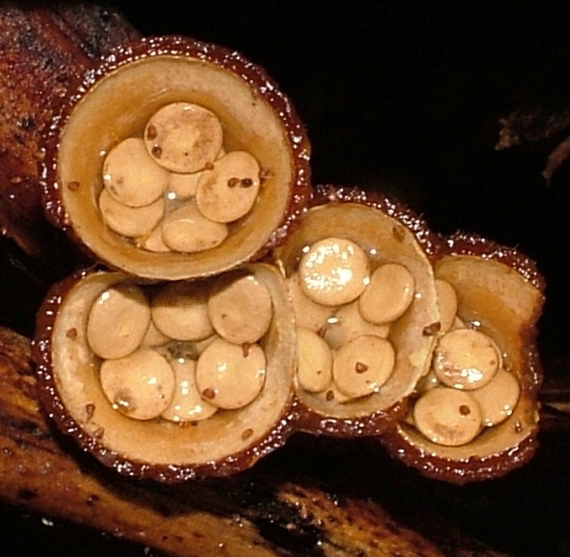
Crucibulum ne présente pas la forme « typique » des agaricoïdes

L'adjectif agaricoïde qualifie, en mycologie, un champignon présentant une morphologie de champignon de Paris c'est-à-dire d'agaric ; plus précisément le champignon (le sporophore) a une silhouette typique avec un pied bulbeux et fin, un chapeau arrondi et des lames.
Le clade Agaricoïde est une nouvelle division phylogénétique des Agaricales proposée depuis 2006. C'est le sixième clade de l'ordre des Agaricales. 

## Situation du clade Agaricoïdes
- Clade des Athéloïdes
  - Boletales, Clade des Bolets
  - Agaricales, Clade des Euagarics
  - Clade I Plicaturopsidoïde
    - Clade II Pluteoïde
    - Clade III Hygrophoroïde
    - Clade IV Marasmioïde
    - Clade V Tricholomatoïde
    - Clade VI Agaricoïdes
      - Nidulariaceae
        - Cystodermateae
          - Agaricaceae

      - Psathyrellaceae
        - Hydnangiaceae
          - Bolbitiaceae
            - Cortinariaceae
              - Inocybaceae

            - Hymenogastraceae
            - Strophariaceae

## Phylogramme du clade Agaricoïdes

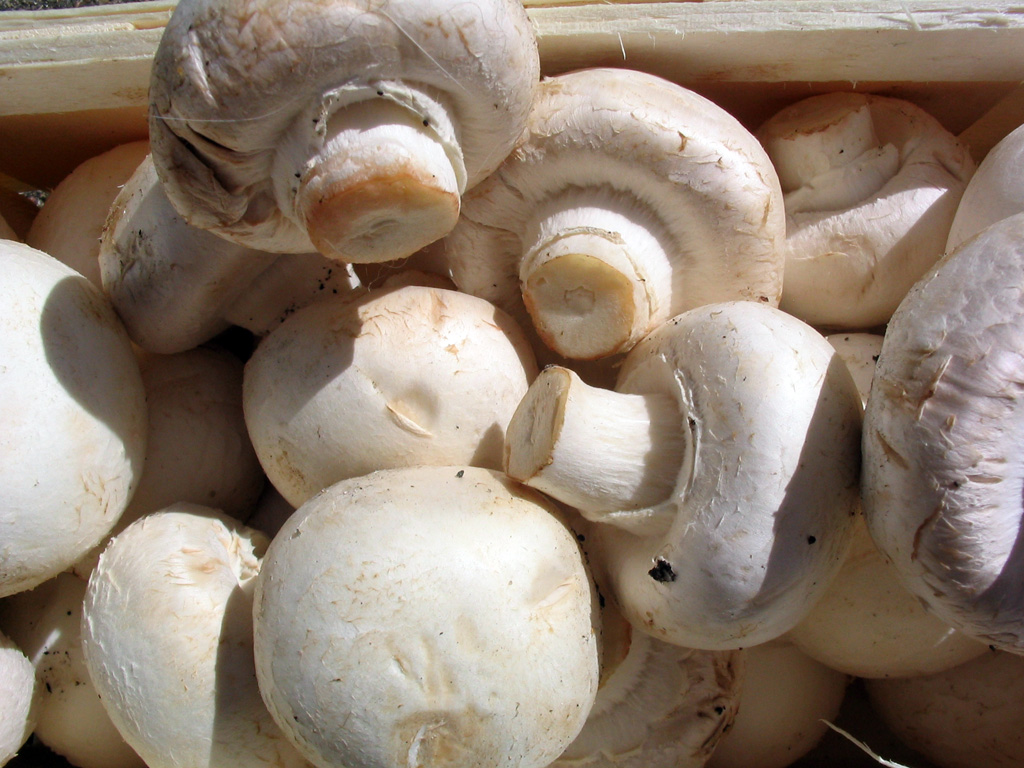
Agaricus bisporus, au bout de l'évolution

- - Clade des Agaricoïdes
    - Nidulariaceae
      - Nidularia 2 sp.
        - Crucibulum 3 sp.
        - Cyathus 17 sp.

      - Cystodermateae
        - Cystoderma 16 sp.
        - Agaricaceae
          - Tulostoma 23 sp.
            - Coprinus 24 sp.
            - Lepiota 56 sp.
            - Verrucospora 2 sp.
              - Macrolepiota 12 sp.
                - Leucoagaricus 29 sp.
                - Lycoperdon 36 sp.
                  - Calvatia 5 sp.

                - Chlorophyllum 16 sp
                  - Hymenagaricus 3 sp.
                    - Agaricus 70 sp.
                      - Agaricus subrufens
                        -  Agaricus campestris
                        - Agaricus bisporus

    - Hydnangiaceae
      - Hydnangium 3 sp.
        - Laccaria 25 sp.
          - Laccaria pumila
            - Laccaria ochropurpurea
            - Laccaria amythestina

        - Maccagnia carnica 1 sp.
        - Podohydnangium australe 1 sp.

    - Psathyrellaceae
      - Mythicomyces corneipes 1 sp.
        - Coprinellus 36 sp.
          - Psathyrella candolleana
          - Psathyrella gracilis

        - Coprinopsis 67 sp.
          - Lacrymaria 3 sp.
            - Psathyrella spadicea
            - Psathyrella rhosospora
              - Psathyrella 87 sp.

      - Bolbitiaceae
        - Descolea
          - Pholiotina
            - Conocybe
              - Bobitius

      - Cortinariaceae Sensu Stricto
        - 
          - Cortinarius sp

        - Gymnopileae
          - Gymnopylus
          - Panaeoleae
            - Panaeolus

          - Tubarieae
            - Agrocybe erebia
              - Phaeomarasmus
                - Flamulaster
                  - Tubaria furfuracea
                    - Naucoria
                    - Pholiota serrulata
                    - Tubaria confragosa

          - Crepidotaceae
            - Pleuroflammula
              - Simocybe
                - Crepidotus

            - Inocybaceae
              - Inocybe sp.

          - Hymenogastraceae
            - Flammula 5 sp.
              - Alnicola
                - Hebeloma sp.
                  - Anamika
                    - Psilocybe sp.
                      - Phaeocolibia
                      - Galerina sp.

          - Strophariaceae Sensu Stricto
            - Kuehneromyces sp.
              - 
                - Kuehneromyces mutabilis

              - Psilocybe sp.
                - Agrocybe sp.
                  - Pholiota sqarrosa
                  - Nivalogastrium
                    - Stropharia sp.
                      - Hypholoma sp.
                        - Hypholoma sublateritium
                        - Hypholoma fasciculare